# 范琨
范琨（1972年6月—），男，中华人民共和国外交官，现任中华人民共和国驻黑山特命全权大使。

## 生平
范琨曾任驻巴布亚新几内亚大使馆政务参赞、首席馆员和外交部边界与海洋事务司参赞。后升任外交部边海司副司长。2022年9月，出任中华人民共和国驻黑山大使。